# 馬場山出入口
馬場山出入口（ばばやまでいりぐち）は、福岡県北九州市八幡西区にある北九州高速道路4号線の出入口。道路上標識は「馬場山・直方・飯塚」である。
馬場山より黒崎の間は旧北九州直方道路であり、最高速度は80km/h規制。
九州自動車道の八幡ICとほぼ隣接した状態であり、福岡方面へ、もしくは北九州方面へ走るのに非常に便利になっている。北九州高速道路を走る車は八幡ICでは降りられないため、この馬場山で降りるか、近年新設された金剛出入口で降りるかのどちらかとなる。
馬場山出口で降りると、国道200号と国道211号が交差する馬場山交差点がある。この地点が大変混み合うため、金剛出入口が新設された。なお、馬場山出口で降りて馬場山交差点を小嶺・黒崎方面へ左折する場合は交差点までの距離が短いうえ交通量が多いので気をつけなければならない。
入口に料金所が、本線上（八幡IC・金剛より進入）に本線料金所が設置されている。ここでは、それらの料金所（馬場山料金所）についても記述する。
ETCは当初九州道・金剛からの車のみ利用できたが、2008年（平成20年）11月1日より馬場山入口からの利用でもETCが利用できるようになった。

## 接続する道路
- 国道200号
- 直方バイパス（国道200号）
- 国道211号

## 周辺
- 北九州市立池田小学校
- 八幡西区役所八幡南出張所
- 八幡西消防署金剛分署
- 北九州農業協同組合本店
- 福岡県道61号小倉中間線
- ナフコ馬場山店
- 無法松馬場山店
- 馬場山西団地
- 西鉄バス筑豊「馬場山ランプ入口」バス停
- 山陽新幹線の高架橋が本出入口付近でオーバークロスしている。

## 馬場山料金所
ブース数：8

### 紫川JCT・門司IC方面
馬場山入口料金所
- ブース数：2
  - ETC専用：1
  - 一般：1

国道200号より進入する車両が対象。
馬場山本線料金所
- ブース数：6
  - ETC専用：2
  - 一般：4

八幡IC・金剛出入口より進入する車両が対象。

## 隣
北九州高速4号線
(412) 小嶺出入口 - (413) 馬場山出入口/馬場山料金所 - (414) 金剛出入口 - (4) 八幡IC（九州自動車道）